# Pékin Express : La Course infernale
 (mars 2018).
Si vous disposez d'ouvrages ou d'articles de référence ou si vous connaissez des sites web de qualité traitant du thème abordé ici, merci de compléter l'article en donnant les références utiles à sa vérifiabilité et en les liant à la section « Notes et références ».
Pékin Express : La Course Infernale, est la 11e édition de Pékin Express diffusée sur M6 à partir du 12 juillet 2018 jusqu'au 5 septembre 2018 et présentée par Stéphane Rotenberg. L'émission, de retour après 4 ans d'absence, est diffusée tous les jeudis à 21 h sur M6, sauf pour la finale qui a été diffusée le mercredi. L'émission est également diffusée en Belgique sur RTL-TVI du 15 septembre 2018 au 10 novembre 2018, et elle est rediffusée sur Gulli du 26 août 2021 au 7 octobre 2021.
Se déroulant en Asie pour la septième fois, le parcours de la onzième saison de Pékin Express a débuté en Malaisie, à Bornéo, pour se poursuivre aux Philippines, puis au Japon avec une arrivée à Tokyo. Le tournage a débuté le 4 mars et la finale a été tournée le 7 avril. Il y aura 35 jours de course, dont 11 jours de repos.
En deuxième partie de soirée, l'émission sera suivie du programme Itinéraire Bis, un Pékin Express revisité, au cours duquel Ludovic et Samuel, l'équipe ayant le plus participé à l'aventure, devra refaire à sa manière chaque étape réalisée par les candidats de La Course Infernale, en proposant des découvertes culturelles des régions traversées. Toutefois, il n'y aura pas d'auto-stop, seulement des défis et des missions particulières, avec un budget à ne pas dépasser. Le programme comprend également des scènes inédites de La Course Infernale, les interviews des candidats, et les meilleurs moments des précédentes saisons.
Comme pour la saison 10, il y a eu une perturbation dans les étapes. En 2014, les autorités indiennes ont arrêté le jeu et la production fut obligée d'abandonner les 2 étapes restantes prévues en Inde et durent continuer au Sri Lanka, passant la saison de 12 à 10 étapes. Cette année, la saison passe de 10 à 9 étapes. Les autorités japonaises étant très strictes, la production a dû réécrire des étapes au pays du Soleil Levant, et en abandonner une.

## Les candidats et les résultats
Cette année, seulement 9 équipes (initialement 8) sont en compétition.
|    | Équipes             | Âges    | Relations                            | Classement (par étape) | Classement (par étape) | Classement (par étape) | Classement (par étape) | Classement (par étape) | Classement (par étape) | Classement (par étape) | Classement (par étape) | Classement (par étape) | Moyenne des résultats |
| 1  | Équipes             | Âges    | Relations                            | 2                      | 3                      | 4                      | 5                      | 6                      | 7                      | 8                      | 9                      |                        | Moyenne des résultats |
| -- | ------------------- | ------- | ------------------------------------ | ---------------------- | ---------------------- | ---------------------- | ---------------------- | ---------------------- | ---------------------- | ---------------------- | ---------------------- | ---------------------- | --------------------- |
| 1° | Christina et Didier | 33 / 38 | La patronne et son employé           | 7e                     | 7e                     | 4e                     | 1er                    | 3e                     | 4e                     | 1er                    | 2eE                    | 1er                    | 3,33                  |
| 2° | Florian et Gabriel  | 32 / 22 | Les inconnus                         |                        | 4e                     | 6e                     | 3e                     | 5e                     | 1er                    | 2e                     | 1er                    | 2e                     | 3,00                  |
| 3° | Mehdi et Oussama    | 42 / 30 | Les amis d'enfance                   | 3e                     | 2e                     | 2e                     | 4e                     | 1er                    | 2e                     | 3e                     | 3eE                    |                        | 2,62                  |
| 4° | Maurice et Thierry  | 80 / 54 | Le père de 80 ans et son fils niçois | 2e                     | 3e                     | 1er                    | 6e                     | 4e                     | 3e                     | 4e                     |                        |                        | 3,28                  |
| 5° | Maxime et Alizée    | 26 / 25 | Les amoureux BCBG                    | 1er                    | 1er                    | 5e                     | 2e                     | 2e                     |                        |                        |                        |                        | 2,20                  |
| 6° | Estelle et Estelle  | 27 / 24 | Les copines belges                   | 5e                     | 5e                     | 3e                     | 5e                     |                        |                        |                        |                        |                        | 4,50                  |
| 7° | Martin et Laeticia  | 44 / 37 | Le couple complice                   | 6e                     | 6e                     |                        |                        |                        |                        |                        |                        |                        | 6,00                  |
| 8° | Vanessa et Audrey   | 35 / 37 | Les collègues toulonnaises           | 4e                     |                        |                        |                        |                        |                        |                        |                        |                        | 4,00                  |
| 9° | Élodie et Gaëlle    | 37 / 33 | Les inconnues que tout oppose        | 8e                     |                        |                        |                        |                        |                        |                        |                        |                        | 8,00                  |

- Un résultat en vert signifie que cette équipe a gagné l'immunité.
- Un résultat en vert italique signifie qu'une équipe a remporté un sprint intermédiaire, qu'elle a été dispensée du reste de l'étape, mais lors d'une étape spéciale où il n'y a aucune remise d'amulette.
- Un résultat en vert souligné signifie que cette équipe a remporté une amulette spéciale lors d'une épreuve spéciale.
- Un résultat en bleu signifie que cette équipe a perdu le Duel Final à une étape non-éliminatoire, et a dû avoir un handicap à la prochaine étape.
- Un résultat en rouge signifie que cette équipe a été éliminée au Duel Final.
- Un résultat en rouge souligné signifie que cette équipe a dû abandonner la course.
- Un résultat en noir souligné signifie que cette équipe avait le drapeau noir.
- Un résultat en rose signifie que cette équipe a participé au Duel Final, et l'a remporté.
- Un résultat en violet signifie que cette équipe avait le drapeau rouge.
- Un résultat en gras signifie que cette équipe a reçu des amulettes de la part de l'équipe qui a été éliminée.
- Un petit E en indice, en orange signifie une enveloppe noire tirée lors de la demi finale, le E rouge signifie que l'enveloppe était éliminatoire

Notes :
- Gabriel, à 22 ans, est le benjamin de l'aventure, tandis que le doyen, Maurice, est âgé de 80 ans.
- Florian et Gabriel ont intégré l'aventure à la 2e étape à la suite de l'abandon d'Élodie et Gaëlle.
- Élodie et Gaëlle ont été contraintes d'abandonner la course le 2e jour de la 1re étape, car Élodie a été rappelée en France de toute urgence, son père étant décédé.
- Maurice et Thierry ont terminé derniers lors de la 7e étape, mais ont choisi d'abandonner et de ne pas participer au Duel Final, ce qui les a éliminés d'office, afin de ne pas affronter leur équipe alliée, Mehdi et Oussama, à laquelle ils ont également offert leur amulette.
- Maxime et Alizée ont participé à l'édition anniversaire des 15 ans Pékin Express : Retour sur la route mythique en 2020.
- Maurice et Thierry ont participé à l'édition anniversaire des 15 ans Pékin Express : Retour sur la route mythique en 2020.

### Les remises d'amulettes
| Équipes             | Étapes | Étapes | Étapes | Étapes | Étapes   | Étapes | Étapes | Étapes   | Étape 9     | Étape 9    | Étape 9    | Total        | Total          | Gain potentiel |
| Équipes             | 1      | 2      | 3      | 4      | 5        | 6      | 7      | 8        | 1er échange | 2e échange | 3e échange | Amulette     | Extra-Amulette | Gain potentiel |
| ------------------- | ------ | ------ | ------ | ------ | -------- | ------ | ------ | -------- | ----------- | ---------- | ---------- | ------------ | -------------- | -------------- |
| Christina et Didier | X      | X      | X      | X      | X        | X      | A - A  | A - A(5) | -4470 €     | +280€      | +22890€    | 5 (50 000 €) | 3 (30 000 €)   | 98 700 €       |
| Florian et Gabriel  |        | X      | X      | X      | X        | A      | X      | A        | +4470 €     | -280€      | -22890€    | 1 (10 000 €) | 1 (10 000 €)   | 1 300 €        |
| Mehdi et Oussama    | X      | X      | X      | X      | A - A(2) | X      | A(1)   | A - X    |             |            |            | 4 (40 000 €) | 1 (10 000 €)   | 0 € (Éliminé)  |
| Maurice et Thierry  | X      | X      | A      | X      | X        | X      | X      |          |             |            |            | 1 (10 000 €) | 0 (0 €)        | 0 € (Éliminé)  |
| Maxime et Alizée    | A      | A      | X      | X      | X        |        |        |          |             |            |            | 2 (20 000 €) |                | 0 € (Éliminé)  |
| Estelle et Estelle  | X      | X      | X      | X      |          |        |        |          |             |            |            | 0 (0 €)      |                | 0 € (Éliminé)  |
| Martin et Laeticia  | X      | X      |        |        |          |        |        |          |             |            |            | 0 (0 €)      |                | 0 € (Éliminé)  |
| Vanessa et Audrey   | X      |        |        |        |          |        |        |          |             |            |            | 0 (0 €)      |                | 0 € (Éliminé)  |
| Elodie et Gaëlle    | X      |        |        |        |          |        |        |          |             |            |            | 0 (0 €)      |                | 0 € (Abandon)  |

- Un A gris correspond à une amulette de fin d'étape (10 000 €).
- Un A rouge correspond à une extra-amulette (10 000 €).
- Un A vert correspond aux amulettes récupérées par des candidats après l'élimination d'une équipe (Ce A sera suivi d'un chiffre, correspondant au nombre d'amulettes reçues).
- Un X rouge signifie que l'équipe a été éliminée durant cette étape.

## Le parcours
Sur près de 10 000 km, 9 étapes (2 à 3 jours par étape) et 35 jours de course, les candidats vont devoir relier l'Asie du sud à l'Asie du nord, de la jungle tropicale, luxuriante et sauvage de Bornéo, en Malaisie, à la jungle humaine, urbaine et technologique de Tokyo, au Japon, en passant par les Philippines et ses plages paradisiaques. Avec toujours 1 € par jour et par personne, 9 équipes vont tenter chacune de décrocher les 100 000 € de gains potentiels.
Le principe est toujours le même : relier un point à un autre en auto-stop, le premier arrivé décrochera à chaque fois une amulette de 10 000 € (contre 7 000 € auparavant), et le dernier pourra être éliminé. De nombreuses contraintes et missions parsèment la course, dont l'épreuve d'immunité, qui permet de s'assurer une non-élimination jusqu'à l'étape suivante. Des bonus spéciaux et des découvertes incroyables permettent également aux candidats de bénéficier de moments uniques et de se reposer quelque temps durant la course, en plus des jours de pause dans l'aventure. Ce sont les habitants des pays traversés qui viendront principalement en aide aux 18 candidats, que ce soit pour l'hébergement le soir ou l'auto-stop.

### Les différentes étapes
- Étapes en  Malaisie
  - 1re étape : (Démarrage surprise à l'aéroport de Kuching) :Aéroport international de Kuching - Fleuve Sungai Sarawak Kanan - Kampung Giam - Kampung Mujat - Engkilili - Batang Ai
  - 2e étape :  (À l'embouchure du fleuve Rajang) :Batang Ai - Rivière Kerian - Kabong - Jalan Igu - Kampung Telian - Chin Lee Garden, Bintulu - Kampung Jepak
  - 3e étape : (Perdus dans la jungle du Sarawak) : Bintulu - Uma Belun - Fleuve Rajang - Long Dungan - Belaga - Parc National de Niah - Sepupok Lama
  - 4e étape (Course-poursuite dans l'état de Sabah) : Kampung Punang - Tenom - Pangi - Beaufort - Réserve de Kota Klias - Kuala Papar - Kinarut

- Étapes aux  Philippines
  - 5e étape : (À la découverte des Philippines): Dagupan - Vigan - San Ildefonso - Claveria - Claveria East Central School - Claveria Central School
  - 6e étape : (Les jumeaux de Lubuagan) : Claveria (Cagayan) - Pudtol - Pinukpuk - Lubuagan - Sadanga - Bugnay
  - 7e étape : (Trek infernal dans les Rizières de Banaue) : Bontoc (Mountain Province) - Rizières de Banaue - Aggub - Pantabangan

- Étapes au  Japon
  - 8e étape : (Demi-finale au pays du soleil levant) : Nara - Iga - Nagoya - Mont Sanage - Shizuoka
  - 9e étape : (La finale à Tokyo, la plus grande ville du monde): Shizuoka - Tokyo

### La demi-finale
La demi-finale de la Saison 11 de Pékin Express a eu lieu au Japon, lors de la 8e étape, entre Nara et Shizuoka. Comme toujours depuis la Saison 7, il y a trois sprints à réaliser en 3 jours, au terme desquels la première équipe gagne systématiquement une amulette de 10 000 €, et la dernière écope d'une enveloppe noire sur trois, dont l'une d'elles est éliminatoire. L'élimination se fait donc non pas sur course mais sur enveloppe noire aléatoire, peu importe la performance de chaque équipe dans la demi-finale. Demi-finale oblige, la règle du Duel Final n'a pas eu lieu en fin d'étape.
Amulettes en début d'étape :
- 40 000 € - Mehdi et Oussama (1 victoire d'étape + 3 dons d'autres équipes éliminées)
- 20 000 € - Didier et Christina (1 victoire d'étape + 1 victoire de l'épreuve spéciale)
- 10 000 € - Florian et Gabriel (1 victoire d'étape)

- 1er sprint : Nara - Iga - Nagoya / JOUR 31

Départ de Nara, ancienne capitale impériale, direction Nagoya, la quatrième ville du pays. Sur le chemin, épreuve à Iga, la ville de naissance des ninjas. Il faut que chaque personne dans le binôme lance un shuriken et vise le centre d'une cible à plusieurs mètres. Dès que chaque personne a atteint le centre, il faut repartir pour Nagoya. Grandes difficultés car il est difficile de faire du stop au Japon, pratique très peu courante auxquels les locaux ne sont pas habitués.
1er: Christina et Didier (Extra Amulette) : 10 000€)
2e : Florian et Gabriel
3e: Mehdi et Oussama (enveloppe noire)
Pour la première nuit au Japon, les candidats font face à l'appréhension des locaux, et mettent beaucoup de temps à trouver un toit pour la nuit, mais parviennent finalement à dormir tous au chaud.
- 2e sprint : Nagoya - Mont Sanage / JOUR 32

Départ de Nagoya, direction le Mont Sanage, sommet reculé et sacré de la région. Les routes à la sortie de Nagoya sont multiples et le classement se recompose totalement. Au pied du Mont Sanage, un panneau Voiture Interdite indique aux candidats qu'il va falloir effectuer à pied l'ascension du Sanage sur 8 km. Le mont abritant beaucoup de grizzlys, les candidats devront comme tout le monde monter avec des clochettes attachées à leur sac pour effrayer les ours, mais pour eux ce sera une lourde cloche à porter à deux via une poutre, et il faudra ne pas la faire sonner, sinon ce sera 1 minute d'arrêt à chaque fois.
1er: Mehdi et Oussama (Extra Amulette) : 10 000€)
2e : Florian et Gabriel
3e: Christina et Didier (enveloppe noire)
Le troisième sprint est ensuite lancé juste après le trek. Les candidats reçoivent une petite voiture représentant une minicar, petite voiture locale pratique et peu coûteuse utilisée par beaucoup de Japonais, et très reconnaissable (voir keijidosha). Les candidats ne pourront utiliser que ces minicars pour se déplacer sur 2 jours, jusqu’à Shizuoka. La balise sonne ensuite la fin de la course, et la plupart des équipes sont contraintes de dormir sur une aire d'autoroute, car il y en a beaucoup au Japon et ils ne peuvent pas aller bien loin après la sonnerie. 
- Le lendemain, JOUR 33, la course reprend jusqu'à la plage de Shizuoka, d'où on a la plus belle vue sur le Mont Fuji de tout le pays.

1er: Florian et Gabriel (Extra Amulette) : 10 000€)
2e : Christina et Didier
3e: Mehdi et Oussama (enveloppe noire)
Ouverture des enveloppes :
Enveloppe 1 (tirée par Mehdi et Oussama): non éliminatoire
Enveloppe 2 (tirée par Christina et Didier) : non éliminatoire
Enveloppe 3 (tirée par Mehdi et Oussama) : éliminatoire

Mehdi et Oussama quittent donc l'aventure aux portes de la finale, et offrent leurs 50 000 euros d'amulettes à Didier et Christina, qui ont désormais 80 000 euros, face à 20 000 euros pour Florian et Gabriel. Ces deux équipes s'affronteront lors de la Finale à Tokyo.

### La finale
La finale de Pékin Express 11 a eu lieu lors de la 9e étape au Japon, entre Shizuoka et Tokyo. Trois sprints sont à réaliser, dès que la première équipe arrivée pose les pieds sur la ligne d'arrivée de chaque course, elle déclenche le Time is Money : chaque seconde de retard de l'équipe adverse lui fera perdre dix euros par seconde, qui iront directement aux premiers par la suite. Enfin, un sprint final a lieu en soirée, le dernier jour, qui conduira une équipe seulement à la victoire.

#### Amulettes en début d'étape
- 80 000 € pour Didier et Christina (1 victoire d'étape à 10 000 € + 1 victoire de l'épreuve spéciale à 10 000 € + don de 50 000 € de Mehdi et Oussama [une amulette de victoire d'étape de 10 000 € de Maurice et Thierry, deux amulettes de victoire d'étape de 20 000 € de Maxime et Alizée, 1 victoire d'étape et une victoire de sprint de demi-finale] + 1 victoire du premier sprint de demi-finale à 10 000 €).
- 20 000 € pour Florian et Gabriel (1 victoire d'étape à 10 000 € + 1 victoire du troisième sprint de demi-finale à 10 000 €).

#### Premier sprint de finale:Shizuoka-Shibuya/ JOUR 34
Départ de Shizuoka, sur la plage. Les candidats ont rendez-vous à la gare pour prendre le Shinkansen, le célèbre « TGV » japonais. Si les candidats ratent le train, ils devront attendre 15 minutes le prochain. Les deux équipes parviennent à le prendre en même temps. Plusieurs dizaines de kilomètres plus loin, les équipes arrivent à Tokyo, et sortent de la station de Shinagawa pour participer à la mission : deux japonais ont pour chacun d'eux un casse-tête à ouvrir pour découvrir le lieu où Stéphane les attend ce soir. Ils ont ensuite rendez-vous à Shibuya, le célèbre carrefour japonais aux centaines de milliers de piétons.
Les premiers à arriver sont Florian et Gabriel. Le Time is Money fait perdre 4 470 € à Didier et Christina, ce qui ramène leurs gains potentiels à 75 530 €, et offre donc à Florian et Gabriel 24 470 € au total.
Pour l'heure, les deux équipes seront logées chez des Tokyoïtes pour cette dernière nuit de l'aventure, et ils auront le privilège de passer un moment de détente avec eux pour la soirée.

#### Deuxième sprint de finale:Roppongi Hills Mori Tower-Parc Yoyogi/ JOUR 35
La dernière journée de l'aventure débute sur la Mori Tower, la plus haute tour d'immeubles de Tokyo. Les candidats doivent se rendre au Marché aux poissons de Tsukiji, le plus grand marché aux poissons du monde. Didier et Christina arrivent premiers, et débutent la mission : un quiz de 5 questions sur le Japon, différent pour chaque équipe. À chaque bonne réponse, le jeu continue, et à chaque erreur, il faut tirer au sort et manger un plat local peu ragoûtant pour les Européens : algues, tofu fermenté, crabe au piment, etc. Florian et Gabriel font un sans faute malgré un retard important sur Didier et Christina, qui n'ont pas bien réussi le quiz. Il faut ensuite se rendre au Yoyogi Park. Sur la route, un Panneau Voiture Interdite les oblige à descendre de voiture. L'un des candidats devra conduire un kart jusqu'à Yoyogi déguisé en personnage de jeu vidéo, et l'autre devra se rendre au même endroit en stop. Didier et Florian conduiront le kart, tandis que Christina et Gabriel iront en stop.
Sont arrivés premier, Didier et Christina. Le Time is Money fait perdre 280 € à Florian et Gabriel, ce qui ramène leurs gains à 24 190 €, et offre donc à Didier et Christina 75 810 € en tout.

#### Troisième sprint de finale:Parc Yoyogi-Sensō-ji
Les candidats ont ensuite rendez-vous au Heiwa no Mori Park, où les équipes seront scindées en deux : Didier et Gabriel devront rentrer dans un dojo pour observer un combat de sumos et tenter de déterminer le poids de l'un ou de l'autre des lutteurs, en choisissant un poids à partir de 100 kilos (avec 10 kilos de fourchette). À côté de chaque poids, il y a un objet mystère à rechercher : Didier et Gabriel devront le décrire par talkie-walkie à Christina et Florian restés dehors, et, grâce à la carte qu'ils auront dans le dojo, leur indiquer où se rendre et trouver l'objet. Il faudra ensuite rapporter l'objet et le montrer au sumo à la culotte blanche ou noire pour que celui-ci leur dise si c'était le bon poids ou non. Si c'est bon, les équipes peuvent repartir, sinon il faut repartir pour un autre poids et donc une autre chasse au trésor par talkie-walkie. Florian et Gabriel sont les premiers à repartir après être arrivés seconds, et ont une bonne avance à cause du retard pris par l'employé et sa patronne. Cependant, le stop ne leur réussit pas et ils finissent par se faire dépasser de plusieurs dizaines de minutes, au point d'arriver avec plus de 45 minutes de retard au Sensō-ji, le plus ancien temple de Tokyo, à Asakusa.
Les premiers à terminer sont à nouveau, Didier et Christina. Le Time is Money fait perdre 22 890 € à Florian et Gabriel, ce qui ramène leurs gains potentiels à 1 300 €, et offre donc à Didier et Christina la somme totale de 98 700 €. Florian et Gabriel, s'ils gagnent, remporteront donc le plus faible montant de toute l'histoire de Pékin Express, face à Didier et Christina qui pourraient eux gagner l'un des plus hauts montants de Pékin Express (presque 100 000 €).

#### Sprint final
Le sprint final, qui commence de nuit, amènera les candidats à trois endroits différents dans Tokyo, afin qu'ils répondent à des questions sur leurs 35 jours d'aventure, posées par des candidats éliminés précédemment. 
- Florian et Gabriel arrivent premiers à la Tour de Tokyo, et découvrent la question posée en vidéo par Maurice, au sujet des Ifugao des Philippines. Ils donnent une mauvaise réponse et écoppent de trois minutes de pénalité, Didier et Christina également.
- Ils repartent cependant premiers, direction Omotesandō, à Harajuku, les « Champs-Élysées » du Japon. Il faut répondre là-bas à la question d'Estelle concernant le village de Jalan Igu, en Malaisie, où ils devaient cueillir des fruits du palmier à la perche-machette. Florian et Gabriel donnent cette fois la bonne réponse, ce qui n'est pas le cas de leurs adversaires.

- Il faut ensuite se rendre à Shinjuku, le quartier d'affaires de Tokyo. Là-bas, l'autre Estelle demande aux candidats les prénoms d'Uriang et Ului, le plus vieux couple de la planète, rencontré en Malaisie. Florian et Gabriel donnent la bonne réponse, et c'est encore trois minutes de pénalité du côté de leurs adversaires.
- Ces derniers profitent des difficultés du stop des inconnus pour les devancer et aller au tout dernier point de mission, à Akihabara, le quartier des mangas et des jeux vidéo. Les candidats ont rendez-vous dans une salle de jeu où un cosplayeur va leur montrer en vidéo Stéphane, qui leur demandera de bien retenir l'adresse d'arrivée de la finale : le Tokyo Teleport Station, un promontoire sur la baie de Tokyo avec une mini-statue de la liberté. Didier et Christina repartent en premiers et induisent volontairement Florian et Gabriel en erreur pour leur faire perdre du temps. Finalement, les deux équipes se suivent en stop jusqu'à l'arrivée.

Ce sont finalement, avec seulement deux minutes d'avance sur leurs adversaires, que Didier et Christina terminent premiers et remportent cette onzième saison de Pékin Express, empochant la somme finale de 98 700 €.

## Les kilomètres
| Étape | Pays                 | Départ                | Arrivée               | Distance |
| ----- | -------------------- | --------------------- | --------------------- | -------- |
| 1     | Malaisie             | Kuching               | Batang Ai Jetty       | 260 km   |
| 2     | Malaisie             | Batang Ai Jetty       | Bintulu               | 420 km   |
| 3     | Malaisie             | Bintulu               | Niah                  | 130 km   |
| T     | Malaisie             | Niah - Kampung Punang | Niah - Kampung Punang | 350 km   |
| 4     | Malaisie             | Kampung Punang        | Kuala Papar           | 150 km   |
| T     | Malaisie Philippines | Kuala Papar - Dagupan | Kuala Papar - Dagupan | 1500 km  |
| 5     | Philippines          | Dagupan               | Claveria              | 420 km   |
| 6     | Philippines          | Claveria              | Bontoc                | 350 km   |
| 7     | Philippines          | Bontoc                | Pantabangan           | 300 km   |
| T     | Philippines Japon    | Pantabangan - Nara    | Pantabangan - Nara    | 2500 km  |
| 8     | Japon                | Nara                  | Shizuoka              | 370 km   |
| 9     | Japon                | Shizuoka              | Tokyo                 | 250 km   |
| Total | Total                | Total                 | Total                 | 7 000 km |

## Les règles

### Les règles traditionnelles
Nouvelle saison après quatre ans d'absence oblige, la plupart des règles traditionnelles ont été modifiées, sauf les épreuves d'immunité. Ainsi, ce fut le cas de la règle des équipes mixées (combinée à celle des équipes divisées), et celle de la balise infernale, également le cas du drapeau noir et du drapeau rouge (apparus une seule fois seulement dans le jeu), d'une épreuve spéciale remplaçant l'immunité lors d'une étape, de très peu d'étapes non éliminatoires (2) par rapport aux autres saisons, etc.

#### Épreuve d'immunité
L'épreuve d'immunité a lieu au milieu de l'étape. L'équipe qui la remporte est immunisée jusqu'à la fin de celle-ci. 
Particularité de cette saison, il n'y a eu que 6 épreuves d'immunité, dont une spéciale, contre 10 traditionnellement, eu égard à la durée de la course (9 étapes seulement).
- Étape 1 : Kampung Mujat, Sarawak,  Malaisie
  - Participants : Maxime et Alizée - Martin et Laeticia - Estelle et Estelle
  - Thème : Tir à la sarbacane et mémorisation de profils de villageois

- Étape 2 : Kampung Telian, Sarawak,  Malaisie
  - Participants : Martin et Laeticia - Maurice et Thierry - Christina et Didier
  - Thème : Dégustation de plats typiques de la région

- Étape 3 : Long Dungan, Sarawak,  Malaisie
  - Participants : Maxime et Alizée - Maurice et Thierry - Florian et Gabriel
  - Thème : Mémorisation de phrases en malais

- Étape 4 : Étape spéciale avec 3 courses et épreuves pour une qualification directe pour les Philippines
  - Épreuve 1 : Arriver premier dans le village de Pangi à l'aide d'un trolley - Ligne de chemin de fer entre Tenom et Pangi
    - Participants : Christina et Didier - Maxime et Alizée - Mehdi et Oussama - Maurice et Thierry - Estelle et Estelle - Florian et Gabriel

  - Épreuve 2 : Arriver dans les 3 premiers à un quai et être la première équipe à apercevoir un singe nasique - Réserve de Kota Klias
    - Participants : Maxime et Alizée - Estelle et Estelle - Florian et Gabriel (Mehdi et Oussama - Maurice et Thierry)

  - Épreuve 3 : Faire tomber 3 cibles en catapultant des fruits locaux, puis arriver premier dans un village de Sabah - Plantation de pakwans et Kuala Papar
    - Participants : Florian et Gabriel - Mehdi et Oussama - Estelle et Estelle - Maurice et Thierry

- Étape 5 : Vigan, Luzon,  Philippines
  - Participants : Didier (porteur) et Christina (verseur) - Florian (porteur) et Gabriel (verseur) - Maxime (porteur) et Alizée (verseur)
  - Thème : Porter une jarre à bout de bras, progressivement remplie d'eau et alourdie par les équipes adverses, et être le dernier à tenir

- Étape 6 : Pinukpuk, Luzon,  Philippines
  - Participants : Didier et Christina - Mehdi et Oussama
  - Thème : Transporter un sac de maïs troué sur un parcours et verser le chargement sur une balance jusqu'à faire totalement contrepoids

#### Épreuve spéciale
Lors de la 7e étape, une épreuve spéciale a été organisée en milieu d'étape, au lieu de l'immunité traditionnelle. L'équipe qui remportait cette épreuve se voyait décerner d'office une amulette de 10 000 euros. 
- Lieu : Aggub, Luzon,  Philippines
  - Participants : Didier et Christina - Mehdi et Oussama
  - Thème : Franchir un parcours d'obstacles dans la boue et marquer des paniers de basket

#### Enveloppe noire
Pour la première fois dans cette saison, l'enveloppe noire n'est pas remise à l'équipe arrivée première à l'etape précédente, mais conservée par la production. Elle est remise par l'animateur à l'équipe arrivée dernière au duel final, en toute fin d'étape. Pour éviter toute manipulation de dernière minute de la production, toutes les enveloppes noires, ont été établies pour chaque étape et déposées chez un huissier en France, avant le tournage. L'enveloppe peut soit indiquer que l'étape est éliminatoire, ce qui signifie l'arrêt du jeu, soit qu'elle n'est pas éliminatoire, auquel cas l'équipe arrivée dernière reste dans le jeu mais écopera d'un handicap à l'étape suivante.
- Étape 1 : Éliminatoire
- Étape 2 : Éliminatoire
- Étape 3 : Non éliminatoire
- Étape 4 : Éliminatoire
- Étape 5 : Éliminatoire
- Étape 6 : Non éliminatoire
- Étape 7 : Éliminatoire (1/4 finale)
- Étape 8 :   Éliminatoire (1/2 finale)
- Étape 9 : Étape décisive (Finale)

#### Handicaps
Ils sont attribués à chaque équipe arrivée dernière lors de l'étape précédente et dont l'enveloppe noire a indiqué que l'étape n'était pas éliminatoire. Ces handicaps servent à ralentir l'équipe en question, qui doit malgré tout tenter de finir la course et de ne pas arriver de nouveau dernière. Les handicaps peuvent être divers : des fardeaux très lourds ou gênants, des personnes supplémentaires qui rejoignent l'équipe, faire la course sans parler ou attachés l'un à l'autre, des restrictions lors de l'auto-stop, etc. Les handicaps ont souvent un fort lien culturel avec les pays dans lesquels concourent les candidats.
- Étape 4 : Maxime et Alizée étant arrivés derniers à l’étape précédente (non éliminatoire), ils durent faire l’étape avec un grand filet de poissons avariés et couverts de mouches, très odorant.

- Toutefois, fait unique, ils partent et arrivent dans les premiers dans les deux sprints de départ, et remportent même le second, ce qui leur permet de se débarrasser de leur handicap, fait exceptionnel une fois de plus.

- Étape 7 : Maurice et Thierry étant arrivés derniers à l'étape précédente (non éliminatoire), ils durent faire l'étape avec une grande et lourde statue de Bulol, dieu philippin local de la pluie, qui pouvait effrayer les conducteurs, et qui était très éprouvant à transporter (il sera surnommé « Marius » par les deux hommes).

- À cause d'une erreur d'orientation, Maurice et Thierry sont finalement passés de la 3e à la dernière place, et devaient donc participer au Duel Final avec leur handicap. Toutefois, ne voulant pas affronter Florian et Gabriel, mais surtout leurs amis Mehdi et Oussama, Maurice et Thierry décident de déclarer forfait et d'abandonner, ce qui les élimine d'office, après un classement d'étape, une première dans l'histoire du jeu.

#### Drapeau noir
Une équipe peut attribuer le drapeau noir à une autre durant certaines étapes. L'équipe qui reçoit le drapeau doit alors tout faire pour s'en séparer, en le confiant à une autre équipe qu'ils trouveraient et "attraperaient" sur la route durant l'étape. En effet, l'équipe en possession du drapeau noir se voit rétrogradée d'une place dans le classement final de l'étape. 
Il fera son unique apparition lors de la deuxième étape en Malaisie. Didier et Christina, l'équipe immunisée, le donne d'abord à Florian et Gabriel. Finalement, ce sont Martin et Laeticia qui écopent en derniers du drapeau noir, et qui terminent en plus derniers de l'étape.

#### Drapeau rouge
L'équipe qui entre en possession du drapeau rouge durant certaines étapes a la possibilité de contrôler la course. Elle peut "flaguer" une autre équipe en agitant le drapeau devant elle, ce qui pénalise cette dernière de 15 minutes : elle ne peut plus bouger tant que l'équipe au drapeau ne l'a pas décidé, ou n'a pas quitté les lieux. L'équipe en possession du drapeau peut pénaliser qui elle veut, autant de fois qu'elle le veut, et de la manière qu'elle le veut.
Il fera son unique apparition lors de la cinquième étape aux Philippines. Il est remporté par Mehdi et Oussama qui sont les premiers à le récupérer à San Ildefonso. Toutefois, ils en feront un usage très restreint, ne l’utilisant qu'une seule fois contre Maurice et Thierry, les autres équipes ayant choisi de rester derrière eux jusqu’à la fin de l’étape.

#### Balise infernale
Chaque binôme dispose d'une balise qui, habituellement, ne sonne que lorsque la journée est terminée, ou en cas d'urgence. Les équipes doivent alors cesser la course, quitter les véhicules, et se mettre à la recherche d'un toit pour la nuit. Avec la règle de la balise infernale, la balise va sonner en pleine journée de manière récurrente, à des moments que les candidats ne sauront jamais à l'avance, les contraignant à devoir s'arrêter et changer de voiture systématiquement. De plus, ils ne pourront repartir et reprendre l'auto-stop que lorsque la balise sonnera de nouveau, ce qui peut parfois durer plusieurs minutes. Cette règle a pour but de freiner la course des candidats et de tester leurs capacités à rebondir dans l'aventure malgré la perte d'un véhicule.
Cette règle apparaîtra dans l'étape 7, mais contrairement aux saisons précédentes, les candidats sauront cette fois à l'avance que le temps d'attente entre chaque arrêt est de 15 minutes. De plus, elle est apparue en seconde partie d'étape, et a duré le temps de deux journées de course. Elle sonnera 4 fois au total : à 3 reprises lors du jour 26 et une seule fois lors du jour 27.

#### Équipes groupées
Deux équipes de candidats vont devoir faire la course ensemble : à quatre, ils devront faire de l'auto-stop, chercher un logement, faire les épreuves, etc. Chaque "méga-équipe" de 4 devra donc affronter l'autre ou les autres, au lieu que la course soit individuelle. Seule une équipe ne sera pas groupée : celle qui réussira une mission ou qui gagnera l'immunité, et c'est elle qui groupera les équipes à sa guise.
Cette règle apparaîtra lors de la deuxième étape en Malaisie, et elle formera 3 équipes de 4 (une équipe seulement sera exempte du groupement). Florian et Gabriel, nouveaux dans l'aventure, seront dispensés de groupage, et forment les équipes : 
Équipe 1 : Maurice/Thierry/Martin/Laeticia
- Cette équipe arrive deuxième à Kampung Telian, mais avec le plus gros fruit de palmier cueilli sur le chemin, et se qualifie donc pour l'épreuve d'immunité, qui sera individuelle.

Équipe 2 : Christina/Didier/Oussama/Mehdi
- Cette équipe arrive troisième à Kampung Telian, mais son fruit est le deuxième plus gros du lot, et l'un des deux binômes qui compose l'équipe est donc sélectionné par les premiers pour participer à l'immunité, il s'agit de Didier et Christina.

Équipe 3 : Estelle/Estelle/Maxime/Alizée
- Cette équipe arrive première à Kampung Telian, mais son fruit n'est pas assez gros pour pourvoir la qualifier.

Les inconnus Florian et Gabriel arrivent derniers, et leur fruit ne leur a permis de gagner qu'une seule place à l'arrivée (3e).

#### Équipes divisées
Dans chaque équipe, un seul candidat sera désigné pour faire la route, chercher un toit pour la nuit, réaliser des missions, et tenter d'arriver premier à la fin de l'étape, entièrement seul, tandis que son partenaire l'attendra à l'arrivée.
Cette règle se met en route lors de la 6e étape. Elle sera cette fois-ci unique, en ce qu'elle sera de très courte durée et mêlée à la règle des équipes mixées.
Christina, Oussama, Florian et Maurice feront en effet la course seuls le temps d'une demi-journée de course, au départ de Claveria, tandis que Didier, Mehdi, Gabriel et Thierry attendront leurs coéquipiers respectifs à Pudtol.  Et pour pouvoir repartir de Pudtol, l'un parmi les quatre "coureurs" devra viser la photo d'un autre candidat avec un lance-pierre sur une cible mouvante, afin d'y aller ensuite avec lui/elle.
Les équipes ont également été divisées lors de la finale. Didier et Florian ont d'abord conduit un kart déguisés dans les rues de Tokyo, tandis que Christina et Gabriel devaient rallier le même point en stop. Plus tard, Didier et Gabriel ont dû estimer un poids de sumo, puis guider leurs camarades Christina et Florian à l'extérieur, qui devaient rechercher des objets cachés un peu partout dans un parc de Tokyo.

#### Équipes mixées
Cette année, plus de ralentisseurs ni de pousseurs, mais une collaboration.
Cette règle apparaîtra lors de la 6e étape. Elle aura la spécificité de ne concerner que très peu d'équipes (4), et toutes, contrairement aux saisons précédentes où l'équipe victorieuse de l'immunité étant exempte de mixage et mixait elle-même les équipes. 
De plus, cette règle a été mêlée à celle des équipes divisées : dès que les concurrents en solo arrivaient à Pudtol, ils choisissaient le nouveau concurrent avec lequel ils voulaient être mixés (contrairement donc aux saisons antérieures), et lorsque le nouveau binôme arrivait au point de ralliement pour l'épreuve d'immunité (et non plus à l'arrivée de l'étape), il qualifiait les deux équipes respectives cette fois, pour l'immunité.
Toutefois, la soirée "unique" entre nouveaux binômes a été conservée, et les équipes ont retrouvé leur formation d’origine le lendemain, comme à l’accoutumée. 
Ordre d'arrivée des équipes mixées :
- Oussama et Didier (qui qualifient Mehdi et Christina pour l'immunité)

- Maurice et Gabriel

- Christina et Mehdi

- Florian et Thierry

#### Le trek
Comme dans chaque saison de Pékin Express, l'épreuve physique du trek aura lieu.  
- La première fois, ce fut lors de la 7e étape, aux Philippines. Les 4 équipes de candidats auront 8 km à parcourir dans les millénaires Rizières de Banaue, dont 4 km avec un sac de riz de 10 kilos à transporter. Ils devaient d'abord se rendre à un belvédère, puis observer avec des jumelles les rizières, à plusieurs kilomètres de là, pour y repérer un membre de la tribu Ifugao, tout de rouge vêtu, qu'ils devaient ensuite rejoindre à pied. Descente d’escaliers périlleuse et fatigante, ascension de collines et de rizières de haute altitude, trek éprouvant, sous une chaleur et une humidité tropicales, avec en plus, après avoir rejoint l'Ifugao, le sac de 10 kilos qu'il leur donnera, à transporter jusqu'à l'arrivée, pour l'offrir aux hôtes le soir, et se voir qualifié pour l'épreuve spéciale du lendemain, offrant 10 000 € au gagnant, parmi les 2 premières équipes. Après le trek, les candidats n'étaient pas au bout de leur peine puisqu’ils ont dû, après quelques kilomètres de stop, terminer la route en tricycle adulte, sur 14 km. Difficulté supplémentaire pour Maurice et Thierry, qui faisaient la course, le trek et le vélo avec leur lourd handicap s'une vingtaine de kilos. Didier et Christina sont arrivés premiers et se sont qualifiés, suivis de Mehdi et Oussama. Le lendemain, Didier et Christina ont remporté l'épreuve.
- Un autre trek a eu lieu lors de la Demi-Finale, la 8e étape, au Japon. Ce trek faisait partie de la règle Voiture Infernale. Les 3 équipes auront une ascension de 8 km à parcourir au Mont Sanage. Comme le mont est rempli de grizzlys, les candidats devront monter avec des clochettes qui effraient les ours, mais en particulier avec une grosse cloche attachée à une poutre, que chaque équipe devra porter à deux. À chaque fois que l'équipe fait sonner la cloche, il faut s'arrêter 1 minute, avant de reprendre la marche. L'équilibre et la concentration ont donc été de mise, tout comme la patience et la résistance physique, lors de ce trek. À l'arrivée, la première équipe, Mehdi et Oussama, a remporté 10 000 € d'amulettes, et la dernière équipe, Didier et Christina, a écopé d'une enveloppe noire pouvant être éliminatoire.

### Les nouvelles règles
Deux nouvelles règles vont faire leur apparition dans cette saison : la voiture interdite et le duel final.

#### Voiture interdite
Le panneau "voiture interdite", comme son nom l'indique, interdira aux candidats l'utilisation du moyen de transport phare de l'émission, et les contraindra à en emprunter d'autres : train, vélo, aviron, trolley, etc. pour se rendre à un endroit donné.
- Étape 1 :
  1. En pirogue sur le fleuve Sungai Sarawak Kanan.
  2. À bicyclette vers le parc national de Batang Ai, avec une seule bicyclette pour deux.

- Étape 2 :
  1. En ferry pour rejoindre l'autre rive, sur la rivière Krian, pour se rendre à Kampung Telian.
  2. En ferry pour rejoindre l'autre rive, menant au Chin Lee Garden.

- Étape 3 :
  1. En pirogue sur le fleuve Rajang.
  2. Choisir un véhicule parmi un taxi ayant à déposer des locaux, un 4x4 à court de carburant, ou un véhicule à pneus crevés.

- Étape 4 :
  1. En trolley sur la ligne de chemin de fer reliant Tenom à Pangi.
  2. En train entre Pangi et Beaufort.
  3. A pied dans le village de Kuala Papar avec un GPS pour retrouver Stéphane, parmi le dédale des rues du village.

- Étape 5 : en calèche dans un périmètre délimité autour du drapeau d'arrivée à Vigan, lors d'un tour de la ville où il faut repérer le nom d'une statue et le restituer sans faute.

- Étape 6 : aucune apparition de la règle.

- Étape 7 : à tricycle adulte sur 14 km, jusqu'à la ligne d'arrivée à Aggub, pour tenter de se qualifier à l'épreuve spéciale.

- Étape 8 : à pied, lors d'un trek-ascension de 8 km, au Mont Sanage, en portant à deux une poutre avec une cloche à ne pas faire sonner, sous peine de pénalité d'une minute, avec au sommet une amulette pour les premiers, et une enveloppe noire pour les derniers.
- Étape 9 : un membre du binôme (Florian, Didier) devra se déguiser en héros de jeu vidéo et conduire un karting jusqu'au point d'arrivée, tandis que l'autre membre (Gabriel, Christina) devra rallier le même point en stop traditionnel, mais seul.

#### Duel final
Le duel final permettra systématiquement aux candidats arrivés derniers lors d'une étape de pouvoir retrouver leur place dans l'aventure en affrontant l'équipe de leur choix (sauf l'équipe immunisée et celle ayant gagné l'étape) lors d'une épreuve "seconde chance". S'ils gagnent, ils peuvent rester et l'autre équipe est éliminée (si l'étape est éliminatoire). S'ils perdent, ils conservent leur place de derniers. Toutefois, l'équipe en question ne sera jamais informée à l'avance du classement de l'étape à l'arrivée, ce qui la contraindra à devoir choisir une équipe au hasard, excepté les gagnants et les immunisés. L'équipe arrivée deuxième, par exemple, ou encore celle arrivée avant-dernière, pourra donc très bien perdre l'étape malgré sa performance, au cours du duel final.
Le "duel final" consiste généralement en un circuit de quelques kilomètres, effectué en quelques heures, avec une mission à effectuer à mi-parcours. Un seul membre du binôme peut l'effectuer.
- Étape 1 : Parc national de Batang Ai → Engkilili → Parc national de Batang Ai ,  Malaisie
  - Equipe en danger : Didier et Christina (derniers, 7e) - Audrey et Vanessa (4e)
  - Participants : Didier vs Audrey
  - Mission : Récupérer des kaplas portant chacun une lettre de "Pékin Express" sans faire tomber la tour.

- Étape 2 : Chin Lee Garden → Kampung Jepak → Rivière Batang Kemena → Chin Lee Garden ,  Malaisie
  - Equipe en danger : Martin et Laeticia (derniers, 6e) - Florian et Gabriel (4e)
  - Participants : Laeticia vs Gabriel
  - Mission : Remplir un ferry avec 10 garçons et 10 filles pour pouvoir traverser le fleuve

- Étape 3 : Parc National de Niah → Sepupok Lama → Parc National de Niah ,  Malaisie
  - Equipe en danger : Maxime et Alizée (derniers, 5e) - Didier et Christina (4e)
  - Participants : Maxime vs Didier
  - Mission : Résoudre un casse-tête représentant une peinture préhistorique

- Étape 4 : Kuala Papar → Kinarut → Kuala Papar ,  Malaisie
  - Equipe en danger : Maurice et Thierry (derniers, 4e) - Estelle et Estelle (3e)
  - Participants : Thierry vs Estelle
  - Mission : Trouver un drapeau malaisien et le ramener

- Étape 5 : Claveria → Claveria East Central School / Claveria Central School → Claveria ,  Philippines
  - Équipe en danger : Maurice et Thierry (derniers, 4e) - Maxime et Alizée (2e)
  - Participants : Thierry vs Maxime
  - Mission : Résoudre un carré magique au tableau d'une salle de classe

- Étape 6 : Sadanga → Bugnay → Sadanga ,  Philippines
  - Équipe en danger : Maurice et Thierry (derniers, 3e) - Mehdi et Oussama (2e)
  - Participants : Thierry vs Oussama
  - Mission : Déguster un balut et en ramener un à son partenaire

- Étape 7  Philippines : Il n'y a pas eu de Duel Final, Maurice et Thierry (derniers, 4e, avec le handicap) ayant choisi de déclarer forfait avant leur participation, ne souhaitant affronter ni leurs alliés Oussama et Mehdi, ni Florian et Gabriel (Didier et Christina sont arrivés premiers).

- Il n'y a pas eu de Duel Final lors des étapes 8 et 9, qui étaient respectivement la demi-finale et la finale.

## Bonus
| Bonus                                                                                             | Etape   | Pays        | Equipe |
| ------------------------------------------------------------------------------------------------- | ------- | ----------- | --- |
| Découverte des Orangs-Outan de Bornéo à Kampung Mujat                                             | Étape 1 | Malaisie    | Maxime et Alizée |
| Rencontre à Uma Belun avec Uriang (115 ans) et Ului (126 ans) qui fêtent leurs 100 ans de mariage | Étape 3 | Malaisie    | Mehdi et Oussama - Maxime et Alizée - Florian et Gabriel - Estelle et Estelle - Maurice et Thierry - Didier et Christina |
| Train traditionnel à travers les montagnes du Sabah, entre Pangi et Beaufort                      | Étape 4 | Malaisie    | Mehdi et Oussama - Maxime et Alizée - Florian et Gabriel - Estelle et Estelle - Maurice et Thierry                       |
| Repos dans un hôtel de luxe de Bornéo                                                             | Étape 4 | Malaisie    | Christina et Didier |
| Découverte des Nasiques de Bornéo                                                                 | Étape 4 | Malaisie    | Maxime et Alizée - Florian et Gabriel - Estelle et Estelle                                                               |
| Visite de Vigan en calèche                                                                        | Étape 5 | Philippines | Maxime et Alizée - Oussama et Mehdi - Florian et Gabriel - Maurice et Thierry - Christina et Didier                      |
| Découverte de Lubuagan, le "village des jumeaux"                                                  | Étape 6 | Philippines | Oussama et Mehdi - Maurice et Thierry - Florian et Gabriel - Christina et Didier                                         |
| Visite du Temple Ōsu Kannon de Nagoya                                                             | Étape 8 | Japon       | Florian et Gabriel |
| Une nuit de détente à Tokyo en compagnie d'hôtes tokyoïtes                                        | Étape 9 | Japon       | Florian et Gabriel - Didier et Christina                                                                                 |

## Itinéraire Bis
Diffusée dans une deuxième partie de soirée, l'aventure "Itinéraire Bis", nouveauté de l'émission, verra les deux anciens candidats historiques, Ludovic et Samuel (Saisons 7 et 8), revenir pour tenter de refaire, à leur manière, le parcours déjà effectué plus tôt par les candidats, lors de chaque étape.
Ludovic et Samuel auront la charge de faire découvrir chaque région traversée et sa culture aux téléspectateurs, à travers différentes missions. Ils auront également en leur possession une carte de crédit "Pékin Express" de laquelle ils pourront se servir pour se loger, se déplacer, se nourrir, mais attention : à chaque épisode, il y aura un montant limité, à ne pas dépasser, sous peine de pénalité "particulière", qui prendra la forme d'une épreuve ou mission "très dure à effectuer". Toutefois, Ludovic et Samuel ne sauront jamais à l'avance combien d'argent la carte renferme à chaque étape.
ÉTAPE 1 :  Malaisie
Mission 1 : Achetez-moi le meilleur Kek Lapis de Kuching
Mission 2 : Trouvez et ramenez-moi le bouclier traditionnel caché au Fort Margherita
Mission 3 : Procurez-vous un chat au Meow Meow Café et apportez-le aux animateurs de CATS FM
Somme dépensée : 151 €
Budget de la carte : 312 €
Somme maximale respectée - Pas de pénalité
ÉTAPE 2 :  Malaisie
Mission 1 : Jouez les hôtesses de l'eau et proposez un snack d'ananas à vos co-passagers du bateau express Sarikei-Sibu.
Mission 2 : Débrouillez-vous pour visionner un film chinois au Cinéma Rex.
Mission 3 : Rendez-vous à la plage paradisiaque de Similajau, construisez-y une statue de sable sur le thème du crocodile.
Mission 4 : Rendez-vous au terminal pétrolier de Bintulu. Débrouillez-vous pour revêtir l'attirail des soldats du feu.
Somme dépensée : 160 €
Budget de la carte : 247 €
Somme maximale respectée - Pas de pénalité
ÉTAPE 3 :  Malaisie
Mission 1 : Percez le mystère des larmes bleues qui apparaissent au pied d'une aiguille semblable à celle d'Étretat.
Mission 2 : À Batu Niah, créez une chauve-souris de lumière avant que le soleil n'atteigne le fond de la grande grotte.
Mission 3 : D'une piscine olympique, montrez-moi votre plus beau plongeon
Somme dépensée : 340 €
Budget de la carte : 161 €
Somme maximale non respectée (dû aux nombreuses dépenses des deux frères dans un "hôtel de luxe") - Pénalité : se couvrir de guano de chauve-souris comme les guerriers Iban de Malaisie, et se fondre dans la forêt pour être méconnaissables
ÉTAPE 4 :  Malaisie
Mission 1 : Rejoignez le Sabah Agricultural Park et trouver la fleur qui donne sa fragrance dominante au célèbre parfum No.5.
Mission 2 : Trouvez et déguster un ikan jebong (poisson malais de grosse envergure) au marché de nuit de Kota Kinabalu.
Mission 3 : Photographiez du plus haut point le toit de la Che Sui Khor Moral Uplifting Society.
Somme dépensée : 120 €
Budget de la carte : 137 €
Somme maximale respectée - Pas de pénalité
ÉTAPE 5 :  Philippines
Mission 1 : Tenez debout au moins 5 secondes en surfant sur les vagues de San Juan.
Mission 2 : Assistez au cours de broadcast media du Pr. Cheryl Ingels au Teatro Amianan.
Mission 3 : Passez la nuit dans la chambre occupé jadis par Tom Cruise.
Mission 4 : Filmer de très près les turbines de la Wind Farm de Bangui
Somme dépensée : 170 €
Budget de la carte : 348 €
Somme maximale respectée - Pas de pénalité
ÉTAPE 6 :  Philippines
Mission 1 : Trouver un guide et partir dans la vallée. Nommez au moins six défunts voulant reposer au plus près des cieux.
Mission 2 : Assistez au lever du soleil au sommet du mont Kiltepan.
Mission 3 : Faites trempette aux chutes de Bokong.
Somme dépensée : 188 €
Budget de la carte : 199 €
Somme maximale respectée - Pas de pénalité
ÉTAPE 7 :  Philippines
Mission 1 : Partagez la cellule du héros national philippin emprisonné en 1896
Mission 2 : Découvrez la vie nocturne de Manille en défilant dans un spectacle de Lady Boys et Beauty Queens 
Mission 3 : Allez fleurir la tombe du « King of the Cinéma », Fernando Poe Junior.
Somme dépensée : 540 €
Budget de la carte : 536 €
Somme maximale non respectée - Pénalité : chaque frère doit se dessiner le drapeau du Japon sur le torse à l'aveugle
ÉTAPE 8 :  Japon
Mission 1 : À la maison du thé Kissago-An, maîtrisez la cérémonie du thé et partagez ensuite votre savoir-faire avec des habitants de Naramachi.
Mission 2 : Poursuivez l'expérience traditionnelle japonaise en passant la nuit à la villa Sasayuri-Ann.
Mission 3 : Rendez-vous à la Sky Promenade du Midland Square, trouvez-y le repas le moins cher. Bon appétit ! 
Somme dépensée : 547 €
Budget de la carte : 559 €
Somme maximale respectée - Pas de pénalité
ÉTAPE 9 :  Japon
Mission 1 : Bienvenue à Tokyo. Faites vous plaisir ! (Ludovic et Samuel feront un coûteux survol de la ville de nuit en hélicoptère)
Mission 2 : Passez la nuit dans un lit douillet du Sara, le meilleur Love Hôtel de Tokyo.
Mission 3 : Entre Takeshita Dori et votre lunch au Kawaii Monster Cafe, prenez dix selfie en compagnie des tokyoïtes les plus lookés.
Mission 4 : Rejoignez la statue de la Liberté d'Odaiba, afin d'assister à l'arrivée du sprint final de la saison 11.
Somme dépensée : 770 €
Budget de la carte : Illimité 
Somme maximale illimitée - Pas de pénalité

Bilan de la saison :
- Somme totale dépensée : 2 986 €
- Pénalités reçues : 2/9

## Anecdotes
- Didier et Christina, les gagnants de cette saison, forment un binôme unique dans l'histoire du jeu. En effet, Christina est la patronne de Didier, et s'est vue proposer de participer à Pékin Express avec ce dernier alors qu'ils ne se connaissaient que depuis quelques mois, dans le cadre du "contrat d'embauche" de Didier.  Ils ont aussi gagné l'un des plus hauts montants de Pékin Express : 98 700 €.

- Florian et Gabriel sont arrivés dès la deuxième étape pour pallier l'abandon des deux autres inconnues de départ, Gaëlle et Élodie.  C'est d'ailleurs la 2e fois seulement dans l'histoire du jeu qu'une équipe d'inconnus atteint la finale  en 2009, lors de la Route des Dragons. Lors de la saison spéciale Duos de Choc, en 2010, les inconnus Chloé et Taïg Khris avaient remporté le jeu, mais dans des conditions et des règles différentes du jeu classique. S'ils avaient gagné Pékin Express, Florian et Gabriel auraient remporté le plus faible montant de l'histoire de Pékin Express (1 300 €).

- Mehdi et Oussama sont la première équipe à n'utiliser qu'une seule fois le drapeau rouge. Ils n'ont en effet arrêté qu'une seule équipe, celle de Maurice et Thierry.

- Maurice, âgé de 80 ans, participe à la course avec son fils Thierry, âgé de 54 ans. Il s'agit du candidat le plus âgé de toutes les saisons de Pékin Express confondues. Maurice a d'ailleurs fêté ses 80 ans le premier jour de l'aventure. Le binôme de Maurice et Thierry est arrivé 4 fois dernier, et d'affilée de surcroît : aux 4e, 5e, 6e et 7e étapes. Ils ont ainsi subi quatre fois de suite le Duel Final, l'ont gagné deux fois, avec en plus une défaite non éliminatoire, la quatrième étant l’abandon. Lors de la 7e étape cependant, ils ont choisi d'abandonner sans jouer le Duel Final. Lors de la Saison 1, l'équipe de Nina et Daisi avait également choisi d'abandonner la course pour raisons personnelles, mais contrairement à Maurice et Thierry, leur abandon s'était fait avant l'annonce du classement par Stéphane. De plus, elles étaient déjà dernières, et donc allaient être éliminées.

- Maxime et Alizée  sont également l'unique équipe de l'histoire du jeu à s'être débarrassés de leur handicap en plein milieu de l'étape grâce à une victoire d'immunité, après avoir fait la course en tête depuis le départ (dans la Saison 1, Patrick et Christophe avaient également annulé leur handicap en remportant une immunité, mais il n'avaient pas réussi à se maintenir en tête). Tout comme Chloé et Anne-Marie dans la Saison 5, et Julie et Nathalie dans la Saison 7, Maxime et Alizée quittent l'aventure après quelques étapes seulement malgré 2 remportées d'affilée. Fait rare également, c'est la première équipe à devoir quitter en pleine nuit le logement accordé par l'habitant, qui ne souhaitait plus de la présence du couple pour raisons professionnelles. Heureusement, ils avaient immédiatement après trouvé un autre toit pour la nuit dans une école.

- Elodie et Gaëlle, les inconnues de cette saison, ont dû abandonner la course dès le 2e jour, le père d'Elodie venant de décéder la veille. Elles ont été remplacées au début de l'étape suivante par deux nouveaux inconnus, Florian et Gabriel. Il s'agit de la troisième fois dans toute l'histoire du jeu qu'une nouvelle équipe, venue directement de France, intègre la course en plein milieu pour pallier l'abandon d'une autre. En effet, dans les saisons 1 et 2, une équipe avait dû être appelée pour supplanter une autre, car il s'agissait de la première étape du jeu, personne n'ayant été éliminé encore. C'est ainsi que François et Dalila (saison 1, 2006) avaient dû quitter la course pour raisons médicales, et avaient été remplacés par Aude et Alexandra, de nouvelles candidates, qui ne se connaissaient pas. Idem pour Cécilie et Georges (saison 2, 2007) remplacés par deux hommes, amis, Geoffroy et Denis. Dans la saison spéciale Duos de Choc (2010), Victoria Montfort avait également dû abandonner pour raisons médicales, et elle avait été remplacée par Hoang, candidat de la Saison 5 (2010).

- Ludovic et Samuel détiennent le record de participations à Pékin Express : ils ont concouru comme "candidats classiques" dans 2 aventures en 2011 et 2012, puis comme "candidats de la grande finale" en 2013 lors de la dernière étape surprise, et enfin en 2018 comme "candidats Itinéraire Bis". Cette équipe a également remporté le plus d'étapes et d'immunités de Pékin Express, et réalisé le record de refaire tout un Pékin Express et de le gagner, celui de 2012, en guise de revanche du précédent, en 2011, qui s'était soldé par leur défaite en finale.

- Pour la première fois, le tournage sera effectué en HD, et des drones seront notamment utilisés.

- En 2012, l'émission s'était déjà rendue aux Philippines, mais cette fois-ci, les binômes traverseront des régions et des villes inédites, peu connues du grand public.

- C'est la première fois dans l'émission Pékin Express qu'une aventure dure le temps de 9 étapes seulement, contre 12 traditionnellement, ramenant les gains d'amulettes à 10 000 € par étape (contre 7000 € auparavant). Il y a ainsi eu 60 000 euros de distribués durant les 7 premières étapes, plus une autre amulette de 10 000 euros lors de la 7e étape en milieu de course. 30 000 autres euros d’amulettes ont été distribués lors de la demi-finale (8e étape). En 2010, lors de la saison spéciale Duos de Choc, il y avait eu 8 étapes mais pour 6 équipes seulement. En 2014, lors de la saison À la découverte des mondes inconnus, le nombre d'étapes avait été raccourci à 10 à cause de l'arrestation et de la détention de membres de l'équipe de production en Inde, dans la région du Nagaland. Cette année également, sur décision des autorités japonaises, l'aventure a été raccourcie d'une étape au Japon.

- Fait mémorable, lors de la 6e étape, les équipes ont dû faire une partie de la course à 4, sur plusieurs kilomètres, avec deux enfants, ce qui a parfois engendré certaines complications et ralenti les équipes.

- Il n’y a eu que 6 épreuves d’immunité dont une spéciale dans cette saison. Lors de la 7e étape, l’épreuve ne rapportait pas d’immunité mais une amulette de 10 000 euros, en plus de celle de l’arrivée.

## Audiences

### Pékin Express: La Course Infernale

#### SurM6
| Épisode | Jour et horaire de diffusion              | Téléspectateurs | Parts de marché | Classement des audiences de la soirée | Référence |
| ------- | ----------------------------------------- | --------------- | --------------- | ------------------------------------- | --------- |
| 1       | Jeudi 12 juillet 2018 (21:00 - 23:20)     | 2 674 000       | 15,1 %          | 2e                                    | [ 5 ]     |
| 2       | Jeudi 19 juillet 2018 (21:00 - 23:20)     | 2 599 000       | 15,7 %          | 2e                                    | [ 6 ]     |
| 3       | Jeudi 26 juillet 2018 (21:00 - 23:20)     | 2 471 000       | 15,3 %          | 2e                                    | [ 7 ]     |
| 4       | Jeudi 2 août 2018 (21:00 - 23:20)         | 2 338 000       | 14,6 %          | 1er                                   | [ 8 ]     |
| 5       | Jeudi 9 août 2018 (21:00 - 23:20)         | 2 278 000       | 13,9 %          | 3e                                    | [ 9 ]     |
| 6       | Jeudi 16 août 2018 (21:00 - 23:20)        | 2 287 000       | 13,9 %          | 2e                                    | [ 10 ]    |
| 7       | Jeudi 23 août 2018 (21:00 - 23:20)        | 2 273 000       | 13,3 %          | 2e                                    | [ 11 ]    |
| 8       | Jeudi 30 août 2018 (21:00 - 23:20)        | 2 783 000       | 14,5 %          | 2e                                    | [ 12 ]    |
| 9       | Mercredi 5 septembre 2018 (21:00 - 23:20) | 2 447 000       | 14,5 %          | 3e                                    | [ 13 ]    |

Légende
- Plus hauts scores d'audiences
- Plus bas scores d'audiences

#### SurGulli
| Épisode | Jour et horaire de diffusion            | Téléspectateurs | Parts de marché | Classement des audiences de la soirée | Référence |
| ------- | --------------------------------------- | --------------- | --------------- | ------------------------------------- | --------- |
| 1       | Jeudi 26 août 2021 (21:05 - 23:10)      | 219 000         | 1,2 %           | 15e                                   | [ 14 ]    |
| 2       | Jeudi 2 septembre 2021 (21:05 - 23:10)  | 190 000         | 1 %             | 15e                                   | [ 15 ]    |
| 3       | Jeudi 9 septembre 2021 (21:05 - 23:10)  | 115 000         | 0,6 %           | 18e                                   | [ 16 ]    |
| 4       | Jeudi 16 septembre 2021 (21:05 - 23:10) | 125 000         | 0,6 %           | 18e                                   | [ 17 ]    |
| 5       | Jeudi 23 septembre 2021 (21:05 - 23:20) | 121 000         | 0,6 %           | 18e                                   | [ 18 ]    |
| 6       | Jeudi 23 septembre 2021 (23:20 - 01:15) | NC              | NC              | NC                                    | NC        |
| 7       | Jeudi 30 septembre 2021 (21:05 - 23:10) | 116 000         | 0,6 %           | 18e                                   | [ 19 ]    |
| 8       | Jeudi 30 septembre 2021 (23:10- 01:05)  | NC              | NC              | NC                                    | NC        |
| 9       | Jeudi 7 octobre 2021 (21:05 - 23:35)    |                 |                 |                                       |           |

Légende
- Plus hauts scores d'audiences
- Plus bas scores d'audiences

### Pékin Express: itinéraire bis
| Épisode | Jour et horaire de diffusion              | Téléspectateurs | Parts de marché | Classement des audiences de la soirée | Référence |
| ------- | ----------------------------------------- | --------------- | --------------- | ------------------------------------- | --------- |
| 1       | Jeudi 12 juillet 2018 (23:30 - 00:25)     | 1 015 000       | 12,6 %          | 1re                                   |           |
| 2       | Jeudi 19 juillet 2018 (23:30 - 00:25)     | 864 000         | 12 %            | 2e                                    |           |
| 3       | Jeudi 26 juillet 2018 (23:30 - 00:25)     | 1 010 000       | 13,3 %          | 1re                                   |           |
| 4       | Jeudi 2 août 2018 (23:30 - 00:25)         | 858 000         | 9,1 %           | 2e                                    |           |
| 5       | Jeudi 9 août 2018 (23:30 - 00:25)         |                 |                 |                                       |           |
| 6       | Jeudi 16 août 2018 (23:30 - 00:25)        |                 |                 |                                       |           |
| 7       | Jeudi 23 août 2018 (23:30 - 00:25)        |                 |                 |                                       |           |
| 8       | Jeudi 30 août 2018 (23:30 - 00:25)        |                 |                 |                                       |           |
| 9       | Mercredi 5 septembre 2018 (23:50 - 00:45) | 758 000         | 14,0 %          | 1re                                   | [ 20 ]    |